# Maria Antônia de Castro

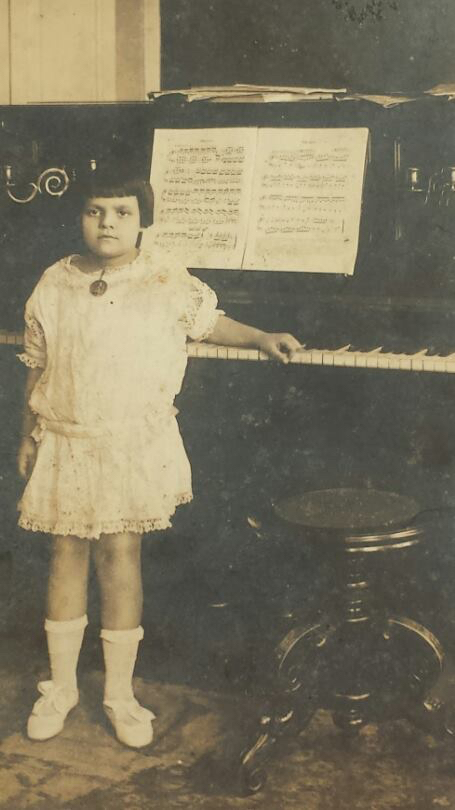
Imagem da pianista Maria Antônia de Castro ainda criança. Foi uma criança prodígio, apresentando concertos de piano com apenas cinco anos de idade.

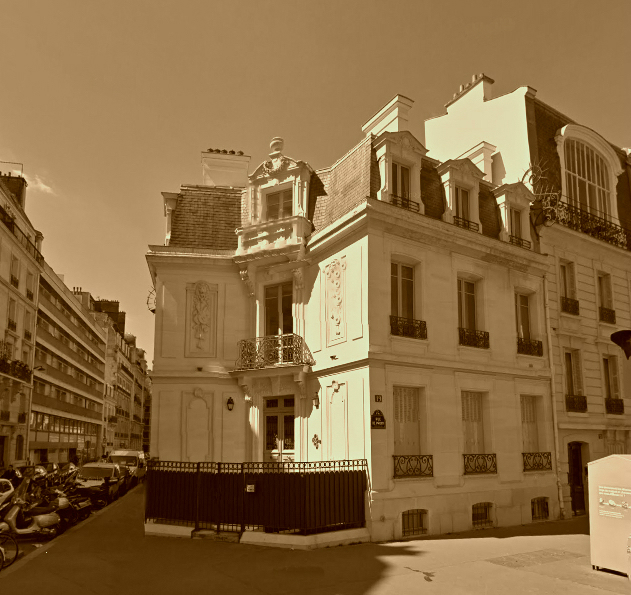
Em 1934 o casal Maria Antonia e Georges Massé se instalou nesta residência na esquina da Rue de Prony e Rue de Chazelles, no VIIIe arrondissement próximo ao Parc Monceau em Paris. O hôtel particulier foi construído em 1879 pelo arquiteto Léopold Cochet e tem a fachada decorada com alegorias musicais.

Maria Antônia Moura de Castro Massé (Rio de Janeiro, 13 de junho de 1910 - Leysin, Suíça, 2 de dezembro de 1946) foi uma pianista brasileira radicada em Paris. Era filha de Maria da Glória Moura de Castro e do cineasta e empresário da indústria cinematográfica Vital Ramos de Castro. Foi casada com o arquiteto francês Alfred Nestor Georges Massé e mãe de Louis François Bernard Massé. Era sobrinha do Coronel José Pires de Andrade e nora do advogado e jornalista Alfred Massé, ex-Ministro do Comércio da França.

## Biografia
Maria Antônia de Castro foi uma pianista brasileira, considerada uma criança prodígio, realizando concertos em diversos países ainda durante a infância. Começou a tocar aos três anos de idade. Em 1916 realizou seu concerto de estréia, ao ar livre, na Quinta da Boa Vista no Rio de janeiro, com apenas seis anos de idade. Por ocasião da presença do compositor Darius Milhaud no Brasil os dois tocaram juntos uma sonata de Mozart no concerto Hora Artística, do Lycée Français. Maria Antônia apresentou concertos pouco depois em Buenos Aires e em Montevidéu. Em 1920, aos nove anos de idade, se apresentou no Aeolian Hall em Nova York, executando peças de Villa-Lobos. Ainda na turnê pelos Estados Unidos se apresentou em Washington. Em 1920 se apresentou na Salle Gaveau em Paris. Em 1921 tocou no Palácio do Catete diante do Presidente da República Epitácio Pessoa. Tocou também no Palácio da Guanabara, em audição particular para o Rei Alberto I da Bélgica. Em abril de 1921, com apenas dez anos de idade, apresentou um concerto na Salle Érard acompanhada pela orquestra da Sociéte des Concerts du Conservatoire, então considerada a primeira da França. Na mesma sala, apresenta em junho do mesmo ano a peça Wedding Cake de Saint-Saëns. Em julho de 1923 tocaria de novo a Epitácio Pessoa, mas desta vez na recepção em sua homenagem oferecida pelo Comité France-Amérique nos seus salões no Champs-Elysées em Paris.
O talento precoce da pianista atraiu a atenção de jornais estrangeiros, entre eles o The New York Times que a considerou "um prodígio musical que na idade de nove anos executa Bach, Handel, Beethoven e Chopin, tendo, de passagem para a Europa, realizado com grande êxito recitais nesta cidade".
Ao longo de sua carreira adulta se destacou como intérprete de Villa-Lobos e de outros compositores brasileiros. Realizou turnês por diversos países, especialmente no Brasil e na França, países onde morou, mas também apresentando-se em cidades como Roma, Viena, Berlin, Luxemburgo, Bruxelas e Londres.

## Em Paris
Maria Antônia de Castro residiu em Paris durante a maior parte do tempo entre os anos 1920 e 1946, regressando ao Brasil repetidas vezes, muitas das quais apresentou recitais no Teatro Municipal do Rio de Janeiro. Em entrevista ao Correio da Manhã expressou: "Parto sempre para a Europa com o desejo de voltar ao meu Brasil. Infelizmente, raro consigo realizar esse desejo, presa a compromissos que não devo fugir. Nós somos escravas da nossa arte e esta exige ambientes mais amplos que os da própria pátria, se é que desejamos conquistar um nome e a consagração definitiva".
Antes de se mudar para a França, Maria Antônia tinha tido classes de piano no Brasil com o compositor Henrique Oswald. Para incentivar o desenvolvimento do talento da filha prodígio, o cineasta Vital Ramos de Castro decidiu se transferir com toda sua família para Paris em 1920 para que a filha pudesse ali seguir seus estudos musicais. Vital Ramos de Castro adquiriu uma grande casa nas imediações do Parc Monceau onde residiu com sua esposa e seus cinco filhos. Sua casa seria um importante ponto de encontro e de saraus musicais para artistas brasileiros radicados em Paris, como o compositor Heitor Villa-Lobos, que trabalharia na sonorização de um de seus filmes, o maestro Sousa Lima e a pintora Tarsila do Amaral, amiga de Maria Antônia. O círculo de amizades da família Castro em Paris incluía ainda, por exemplo, o embaixador Luís Martins de Souza Dantas e o maestro português Luís de Freitas Branco. O crítico de arte Sérgio Milliet destacava em 1923 a pianista Maria Antônia como representante da "embaixada intelectual" do Brasil na Europa, ao lado de figuras como Tarsila, Brecheret, Malfatti, Sousa Lima e Villa-Lobos. Milliet considerava que o triunfo de Maria Antônia em Paris era a consagração de sua genialidade artística.
Recém chegada a Paris em 1920, Maria Antônia foi convidada a estudar no Conservatório de Paris, onde foi discípula do professor Isidor Philipp, amigo de Massenet e de Saint-Saens. Em 1921 tomou parte em outro concerto em Paris organizado por Barrozo Netto, junto a outros pianistas brasileiros. Em 1923, Maria Antonia se destacou na audição final do curso do Conservatório, realizada na Salle Érard, recebendo o Primeiro Prêmio com apenas treze anos de idade. Na mesma Salle Erard se apresentaria posteriormente com Bidu Sayão. Também participaria ao lado de Bidu Sayão entre outros artistas, de um concerto no Teatre Femina, em homenagem ao presidente Washington Luís. Do evento, promovido pelo embaixador Souza Dantas, também participaram outros artistas brasileiros: a cantora Vera Janacópulos, a violinista Carmen Castelo Branco, o tenor Camargo e o maestro Souza Lima. Em 1926, Maria Antonia de Castro executa em Paris o Andante e Variações de Henrique Oswald para piano e orquestra no Teatro Châtelet, acompanhada pela Orquestra Colonne, sob regência do compositor francês Gabriel Pierné. Em 1927 foi convidada a participar das celebrações do centenário de Beethoven em Viena. Em 1929 se apresentou no Tivoli de Lisboa, esgotando a capacidade do teatro, acompanhada pela orquestra do Maestro Freitas Branco. No mesmo ano participa na Sorbonne diante de um público de cinco mil pessoas de um concerto oficial organizado pelo governo francês, sendo a única artista estrangeira convidada. Em 1937 participa dos Saraus de Gala da Delegação Brasileira à Exposição Universal de Paris. Neste mesmo ano, grava para a Pathé músicas de Villa-Lobos e de Pierné. Em 1938 é louvada pela crítica parisiense por seus notáveis concertos na Societé des Concerts du Conservatoire e nos Concerts Colonne. Em 14 de junho de 1939 oferece um "recital ao microfone" na BBC de Londres, apresentando obras de Villa-Lobos, Barrozo Netto, Henrique Oswald, Frutuoso Vianna, Debussy, Ravel e Phillipp.  No mesmo ano grava em Nova York para a Columbia Records composições de Villa-Lobos, destacando-se Choros Nº 5, "Alma Brasileira".
Maria Antônia visitava regularmente o Rio de Janeiro e fixou-se temporariamente no Brasil em 1940 devido à ocupação nazista na França. Seu retorno ao Brasil foi noticiado na capa do jornal carioca Correio da Manhã. Maria Antônia, no entanto, retornaria a Paris poucos meses depois, para acompanhar seu marido que seguia na França: "Não posso dar concertos por escrúpulo muito íntimo, filho de minha sensibilidade, em virtude de meu marido encontrar-se na frente de batalha".
Em 1943 apresentou peças de Strauss no Teatro Municipal do Rio de Janeiro. Em 1944 se apresentou em São Paulo, na Sociedade de Cultura Artística, sua última apresentação no Brasil. A pianista faleceu de tuberculose em Leysin na Suíça em 2 de dezembro 1946 com apenas trinta e cinco anos de idade. Seu corpo foi trasladado ao Brasil e enterrado no Cemitério de São João Batista no Rio de Janeiro.
A lista de cidades em que apresentou concertos de piano inclui as seguintes cidades no Brasil e no exterior. No Brasil: Rio de Janeiro, São Paulo, Recife e Belém.No exterior: Paris, Londres, Lisboa, Bruxelas, Antuérpia, Liège, Luxemburgo, Nice, Cannes e Fontainebleau, na Europa, e ainda Nova York, Washington, Buenos Aires e Montevideo nas Américas.
Apresentou concertos sob direção dos grandes maestros do seu tempo, como Gabriel Pierné, Philippe Gaubert, René Baton, Tracol, Casadesus, Eugene Biot, Francisco Braga, Pedro de Freitas Branco, Eloor Arpers e Alexander Sienklevicz.
Como solista, apresentou-se acompanhada por orquestras tais como Colonne, Lamoureux, Pasdeloup, Orquestra do Conservatoire e Orquestra de Paris, entre outras.

## Homenagens
No foyer do Instituto Nacional de Música (edifício histórico da atual Escola de Música da UFRJ) no Rio de Janeiro foi instalado um retrato, pintado em 1921 por Madame Valmalete em Paris, em homenagem à pianista Maria Antonia de Castro. O retrato foi amplamente elogiado pela imprensa francesa durante sua exibição na Exposição Bernhein de 1921 realizada em Paris.

O compositor Barrozo Neto dedicou algumas de suas obras à pianista Maria Antônia de Castro: Danse des Fantoches, Flux Follets e La Ronde qui passe. Isidor Pilhipp dedicou a Maria Antonia um Etude de Concert.